# René Lacoste

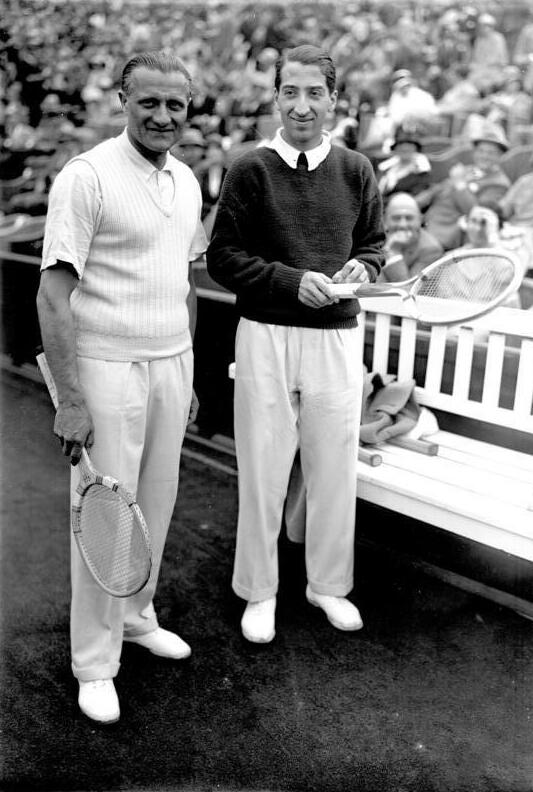
René Lacoste (re.) zusammen mit Otto Froitzheim bei einem Match in Berlin, 1929

René Lacoste (eigentlich Jean René Lacoste; berühmt geworden als Le Crocodile oder auch L'Alligator; * 2. Juli 1904 in Paris; † 12. Oktober 1996 in Saint-Jean-de-Luz) war ein französischer Tennisspieler und Modeschöpfer. Nach seiner erfolgreichen Tenniskarriere gründete er die Modefirma Lacoste, die heute noch weltweit bekannt ist und aufgrund ihres Logos einen hohen Wiedererkennungswert hat.

## Anfänge
René Lacoste wurde am 2. Juli 1904 in Paris als Sohn einer wohlhabenden Familie geboren. Erst mit 15 Jahren begann er Tennis zu spielen, nachdem er seinen Vater hatte überreden können, es ihm zu gestatten. Sein großer Erfolg wird auch dem Verhältnis zu seinem Vater zugeschrieben. Dieser hatte ihm ein Ultimatum gestellt; er durfte seiner Tenniskarriere nur nachgehen, wenn er innerhalb von fünf Jahren zu einem Weltklassespieler würde. Der International Tennis Hall of Fame zufolge ist sein großer Erfolg aber weniger seinem Talent als Disziplin und strategischem Denken zuzuschreiben.

## Erfolge
René Lacoste gewann 1924 bei den Olympischen Spielen in Paris zusammen mit Jean Borotra die Bronzemedaille im Doppel. In den Jahren 1926 und 1927 war er der führende Tennisspieler der Welt. Als Einzelspieler gewann er 1925, 1927 und 1929 die French Open, 1926 und 1927 die US Open und zudem 1925 und 1928 das Finale in Wimbledon. Mit seinen Spielerkollegen Henri Cochet, Jean Borotra und Jacques Brugnon, bekannt als „Die vier Musketiere“, gewann er 1927 und 1928 den Davis Cup für Frankreich. Der Davis-Cup-Sieg 1927 gilt als sein größter Erfolg überhaupt. Durch seinen Sieg über Bill Tilden wurde Frankreich zum ersten Mal Davis-Cup-Sieger; diesen Titel behielt die Mannschaft fünf Jahre lang bis 1932. Im Jahr 1928 allerdings verlor Lacoste das Eröffnungsspiel gegen Tilden; seine Lungenkrankheit zeichnete sich langsam ab und sein Spiel wurde von Mal zu Mal schlechter. René Lacoste beendete 1929 im Alter von 25 Jahren seine Karriere, nachdem er in diesem Jahr noch einmal den Davis Cup hatte gewinnen können. Zusammen mit seinem Team wurde er 1976 in die Hall of Fame des Tennis aufgenommen.

## Le Crocodile
Lacostes Spitzname The Crocodile (Das Krokodil) geht seinen eigenen Angaben zufolge auf eine Wette aus dem Jahr 1923 zurück. Er spielte für das französische Davis-Cup-Team und wettete mit seinem Mannschaftskapitän darum, dass er das nächste Spiel gewinnen werde. Für einen Sieg in diesem wichtigen Spiel sollte er einen Koffer aus Krokodilleder bekommen. Lacoste verlor jedoch in Boston gegen den Australier James Anderson. Eine weitere Version der Namensherkunft, nach der ein Reporter ihn wegen seiner Hartnäckigkeit als Alligator bezeichnet habe, wurde durch Lacoste selbst verworfen.
Robert Georges, ein guter Freund von Lacoste und ebenfalls Sportler, zeichnete 1927 das auffallende Logo eines Krokodils mit großem Maul, das René Lacoste von diesem Zeitpunkt an auf seinem Hemd gestickt trug. Wenig später entschloss sich Lacoste, ein neues Hemd zu entwickeln, das weiter war als die damals üblichen und in dem man deshalb wesentlich besser spielen konnte.

## Zweite Karriere
Im Jahr 1933 gründete er zusammen mit André Gillier die Bekleidungsfirma Lacoste und brachte sein bekannt gewordenes Polohemd in Massenproduktion. Infolge seines Ursprungs im Tennissport war es weiß, das Modell hieß Jersey Petit Piqué. Seinen Spitznamen „Le crocodile“ machte er zum Logo seiner Sportartikelfirma, das fortan allen Produkten aufgestickt wurde. Es war das erste Firmenlogo, das auf einem Hemd zu sehen war. Die Hemden wurden bis 1951 ausschließlich in Weiß hergestellt. Bis heute ist das Krokodil unverändert Markenzeichen seiner Sportkollektionen. Nachdem sein Sohn Bernard die Firma 1964 übernommen hatte, expandierte das Unternehmen weiter. In den 1970ern hatte die Firma ihre erfolgreichste Zeit, als sie neben den traditionellen weißen Tennishemden auch Mode in verschiedenen Farben auf den Markt brachte. Im Jahr 2000 wurde der französische Designer Christophe Lemaire damit beauftragt, das Logo zu überarbeiten und ihm einen moderneren Auftritt zu geben.
Aus Anlass der neunzigjährigen Partnerschaft (1933 – 2023) des Roland-Garros-Tennisturniers mit dem Unternehmen des mehrfachen Siegers René Lacoste, vereinbarten die French Open mit der staatlichen französischen Münzprägeanstalt Monnaie de Paris, eine 10-Euro-Silbermünze zu prägen, auf der ein Tennisspieler und ein Krokodil zu sehen sind, die auch für die Münzwürfe beim Turnier 2023 verwendet wurde, mit denen die Seitenwahl und das Recht des ersten Aufschlagsspiels ausgelost wurde.

## Familie
René Lacoste heiratete die Golfspielerin Simone de la Chaume. Zusammen hatten sie drei Kinder, zwei Jungen und eine Tochter – ihre Tochter Catherine Lacoste wurde ebenfalls Golfspielerin und gewann in den 1960er Jahren die U.S. Open im Golf. Ihr Sohn Bernard Lacoste (1931–2006) übernahm 1964 die Firma seines Vaters. 2005 gab Bernard aus gesundheitlichen Gründen die Geschäfte an seinen Bruder und René Lacostes zweiten Sohn Michael ab, der das Geschäft heute leitet.

## Grand-Slam-Erfolge
- French Open
  - Einzel
    - Titel: 1925, 1927, 1929
    - Finale: 1926, 1928

  - Doppel
    - Titel: 1925, 1929
    - Finale: 1927
- Wimbledon
  - Einzel
    - Titel: 1925, 1928
    - Finale: 1924

  - Doppel
    - Titel: 1925
- U.S. Open
  - Einzel
    - Titel: 1926, 1927

  - Mixed
    - Finale: 1926, 1927